# Edward J. Stack

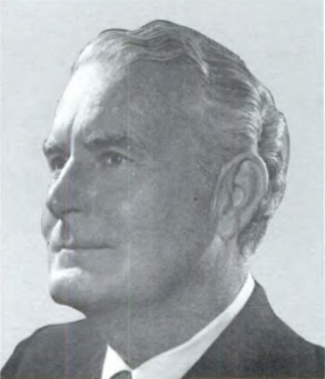
Edward J. Stack

Edward John Stack (* 29. April 1910 in Bayonne, New Jersey; † 3. November 1989 in Pompano Beach, Florida) war ein US-amerikanischer Politiker. Zwischen 1979 und 1981 vertrat er den Bundesstaat Florida im US-Repräsentantenhaus.

## Werdegang
Edward Stack besuchte die öffentlichen Schulen seiner Heimat und studierte danach bis 1931 an der Lehigh University in Bethlehem (Pennsylvania). Nach einem anschließenden Jurastudium an der University of Pennsylvania und seiner im Jahr 1934 erfolgten Zulassung als Rechtsanwalt begann er in New York City in seinem neuen Beruf zu arbeiten. An der dortigen Columbia University studierte er bis 1938 noch Verwaltungs- und Regierungsrecht. Anschließend unterrichtete Stack an der University of the City of New York das Fach Wirtschaftslehre. Außerdem wurde er in der Immobilienbranche tätig.
Während des Zweiten Weltkrieges war Stack zwischen 1942 und 1946 Mitglied der US-Küstenwache. Später zog er nach Florida. Von 1965 bis 1969 amtierte er als Bürgermeister der Stadt Pompano Beach; von 1968 bis 1978 war er Sheriff im Broward County. Politisch war Stack Mitglied der Demokraten, deren regionale Parteitage in Florida er in den Jahren 1977 und 1978 besuchte. Von 1976 bis 1978 gehörte er dem Finanzausschuss der Bundespartei an.
Bei den Kongresswahlen des Jahres 1978 wurde Stack Partei im zwölften Wahlbezirk von Florida in das US-Repräsentantenhaus in Washington, D.C. gewählt, wo er am 3. Januar 1979 die Nachfolge von J. Herbert Burke antrat. Da er im Jahr 1980 von seiner Partei nicht mehr zur Wiederwahl nominiert wurde, konnte er bis zum 3. Januar 1981 nur eine Legislaturperiode im Kongress absolvieren. Nach seinem Ausscheiden aus dem Repräsentantenhaus arbeitete Stack wieder als Anwalt. Im Jahr 1982 bewarb er sich erfolglos um die Rückkehr in den Kongress. Er starb am 3. November 1989 in Pompano Beach.